# رختکن

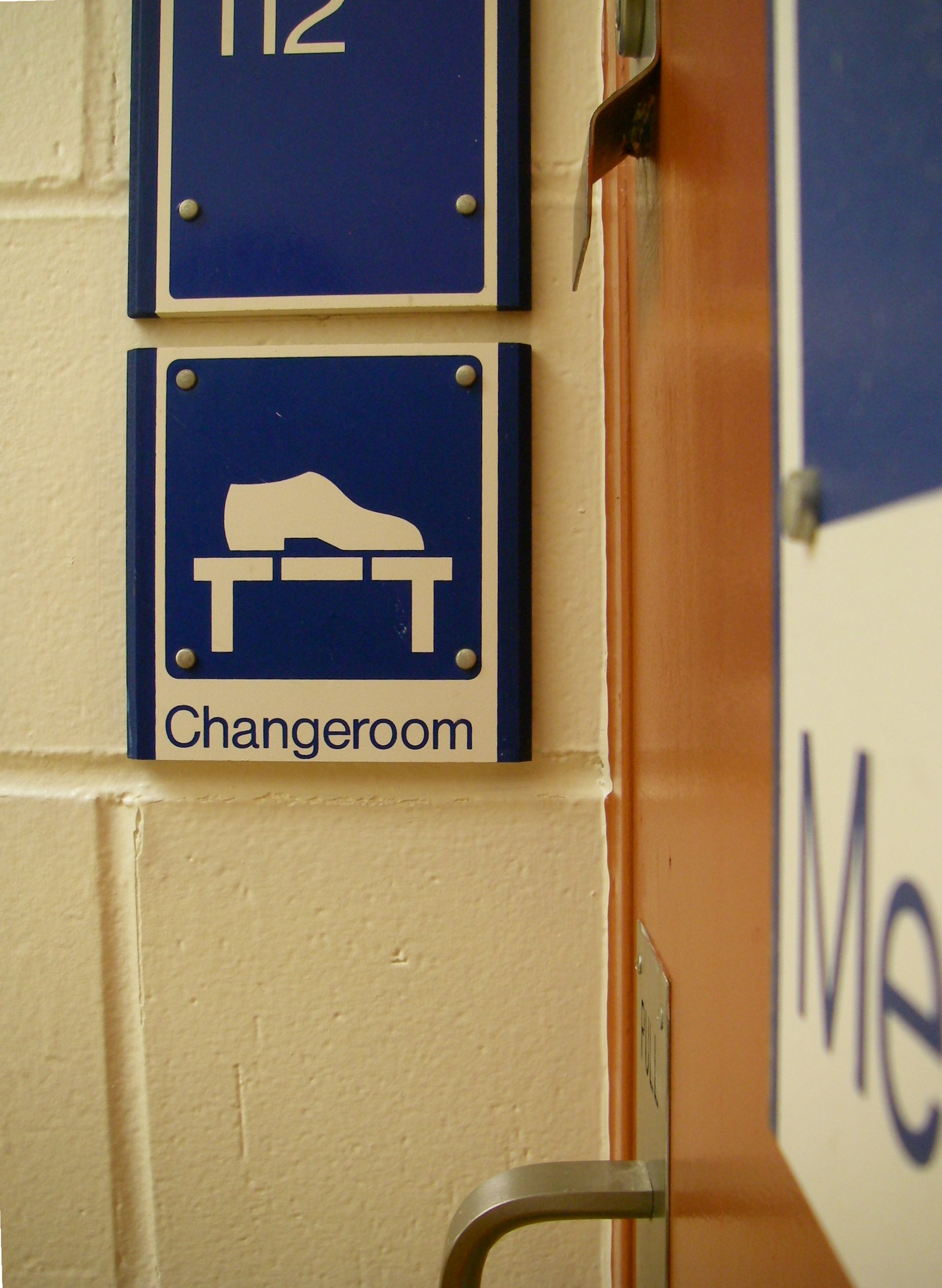
رختکن

رَختکَن (Changing room و Dressing room) یا اتاق پرو به اتاق یا سالنی گفته می‌شود که مخصوص تعویض لباس است و تسهیلاتی برای آن کاربرد ارائه‌می‌دهد مانند کمد وسایل شخصی، نیمکت، آینه و جالباسی.
هدف از ایجاد رختکن ایجاد فضای خصوصی و مناسب برای افراد و همچنین ایجاد جدایی جنسیتی است. بعضی رختکن‌ها ممکن است دارای اتاق‌ها، اتاقک‌ها یا فضاهای خصوصی و همچنین دوش و محل استحمام باشند.
باشگاه‌های ورزشی، ورزشگاه‌ها، پادگان‌ها و دیگر اماکن ورزشی و ارتشی که اعضاء آنها دارای لباس ویژه یا یونیفورم هستند معمولاً دارای رختکن هستند.

## انواع
۱- رختکن‌های ورزشی
۲- اتاق پرو: اتاقی که برای آزمایش سایز لباس در فروشگاه‌های لباس اختصاص داده می‌شود.

## ریشه واژه
در زبان فارسی واژه «پرُو» از واژه Provador در زبان پرتغالی و آن هم از واژه لاتین probāre به معنی "آزمایش کردن" وام گرفته شده است. فعل Prove در زبان انگلیسی نیز از همین ریشه لاتین است.